# Natężenie przepływu
Natężenie przepływu – miara ilości płynu, substancji, mieszaniny, przepływającego przez wyodrębnioną przestrzeń, obszar lub poprzeczny przekrój w jednostce czasu.
Rozróżniamy następujące metody wyrażania natężenia przepływu:
Masowe natężenie przepływu lub wydatek masowy określane symbolami G albo {\displaystyle {\dot {m}},} gdzie jednostką fizyczną jest:
- masa/czas – najczęściej: kg/s

Objętościowe natężenie przepływu określane symbolami Q albo {\displaystyle {\dot {V}},} gdzie jednostką fizyczną jest:
- objętość/czas – najczęściej: m³/s

Molowe natężenie przepływu lub wydatek molowy określane symbolem {\displaystyle {\dot {n}},} gdzie jednostką fizyczną jest:
- liczba moli/czas – najczęściej: mol/s

Natężenie przepływu nazywane wydajnością jest podstawowym parametrem pracy pomp, układów pompowych i sprężarek, a także turbin.
W hydrogeologii nazywa się też natężeniem strumienia wody podziemnej.

## Pomiar natężenia przepływu
Do pomiaru natężenia przepływu w przemyśle chemicznym i pokrewnych stosuje się przyrządy pomiarowe:
- anemometr
- danaidę
- dyszę pomiarową
- gazometr bębnowy
- kryzę pomiarową
- przepływomierz ultradźwiękowy
- rotametr
- rurkę Pitota
- rurkę Prandtla
- zwężkę Venturiego